# Ibn al-Shâtir
ʿAlāʾ al‐Dīn ʿAlī Ibn Ibrāhīm Ibn Al-Shâtir Al Dimashqi (en arabe ابن الشاطر), né en 1304 et mort en 1375, est un astronome arabo-musulman.

## Biographie
Il apprit l'art de l'incrustation de l'ivoire dans les objets quand il était petit et était ainsi connu sous le nom de Al-Mottaem (surnom désignant le maître de ceux qui maîtrise l'art d'incruster l'ivoire). Il amassa ainsi une immense somme d'argent ce qui lui permit de se focaliser tranquillement sur ses recherches scientifiques et ses voyages à travers le monde islamique.

## Recherches
Ses recherches concernaient les mathématiques mais son domaine de prédilection fut l'astronomie. Il était muwaqqit à la mosquée omeyyade de Damas, son travail consistant à fixer les horaires des prières quotidiennes selon des calculs astronomiques,même si ses travaux furent moins importants que celui de son collègue Khalîlî (en). Dans la continuité de Ibn Al-Sarrâj, il fit d'importantes avancées dans la construction d'instruments de mesure astronomiques,. Néanmoins son travail le plus important concerne sa théorie planétaire.
Ibn al-Shâtir semble avoir commencé son travail sur l'astronomie planétaire en préparant un zij (livre d'astronomie contenant des tables). Ce travail qui fut strictement basé sur la théorie planétaire de Ptolémée n'a pas survécu. Dans un autre traité nommé Taʿlīq al‐arṣād (Commentaires sur les observations), il décrit les observations et procédures avec lesquelles il construit ses nouveaux modèles planétaires et trouva de nouveaux paramètres. Plus tard, dans Nihāyat al‐suʾl fī taṣḥīḥ al‐uṣūl (Enquête finale concernant la rectification planétaire), Ibn al-Shâtir présente le raisonnement derrière ses nouveaux modèles planétaires. Enfin, son livre al‐Zīj al‐jadīd (Le Nouveau manuel d'astronomie) contient de nouvelles tables astronomiques basées sur sa nouvelle théorie et les nouveaux paramètres trouvés.
L'essence du modèle planétaire de Ibn al-Shâtir est le mouvement apparent de l'équant excentrique ainsi que le déférent des modèles de Ptolémée, les épicycles secondaires étant utilisés à la place. Dans le cas du soleil, il n'y eut aucun avantage à l'introduction d'un second épicycle, néanmoins, dans le cas de la lune, la nouvelle configuration corrige le défaut majeur de la théorie lunaire de Ptolémée puisqu'il réduit considérablement la variation de la distance lunaire. Dans le cas des planètes, son modèle est mathématiquement équivalent au modèle ptoléméen.

### Calcul du zodiaque
Ses travaux furent vérifiés expérimentalement quand il mesura l'inclinaison du zodiaque qu'il trouva égale à 23 degrés et 31 minutes. Ce résultat est à comparer au résultat actuel donné par l'astronomie moderne: 23 degrés, 31 minutes et 19.8 secondes, résultat trouvé à partir d'ordinateurs[Pas dans la source].

## Influence surCopernic
Dans ses modèles planétaires, Ibn al-Shâtir incorpora plusieurs modifications à ceux de Ptolémée. Ainsi, quoique son modèle soit géocentrique, ses modèles sont les mêmes que ceux utilisés par Copernic. La théorie planétaire de Ibn al-Shâtir fut étudié par les chercheurs au début des années 1950 et la découverte que ses modèles étaient mathématiquement identiques à ceux de Copernic a soulevé l'hypothèse de la transmission de ses travaux en Europe. 
Pour appuyer l'hypothèse de la reprise des travaux de Ibn al-Shâtir par Copernic, il est connu que le modèle de Mercure utilisé par Copernic, totalement identique à celui du savant musulman, fut incompris par le savant polonais,. Néanmoins aucune voie de transmission directe n'a encore été établie par les chercheurs pour confirmer totalement cette hypothèse excepté que Copernic ait étudié en Italie, haut-lieu d'étude des travaux des savants musulmans. De plus, Ibn al-Shâtir a démontré qu'il est possible pour des corps célestes de les faire tourner avec un mouvement circulaire uniforme autour d'un unique point, idée qui aurait pu faciliter l'idée du modèle héliocentrique de Copernic puisqu'il n'avait plus à réinventer un nouveau modèle planétaire mais seulement à supposer comme unique point le soleil. 
Dans ce long débat, ce n'est pas seulement Ibn al-Shâtir qui est mentionné mais aussi Nasir al-Din al-Tusi et Al-Battani qui ont une influence considérable sur Copernic.